# Gare de Veigné
Gare de Veigné vasútállomás Franciaországban, Veigné településen.

## Vasútvonalak
Az állomást az alábbi vasútvonalak érintik:
- Joué-lès-Tours-Châteauroux-vasútvonal

## Kapcsolódó állomások
A vasútállomáshoz az alábbi állomások vannak a legközelebb:
- Gare de Montbazon (Gare de Tours)
- Gare d'Esvres (Gare de Loches)